# Felix
Felix és una localitat de la província d'Almeria, Andalusia. L'any 2005 tenia 534 habitants. La seva extensió superficial és de 81 km² i té una densitat de 6,6 hab/km². Les seves coordenades geogràfiques són 36° 52′ N, 2° 39′ O. Està situada a una altitud de 815 metres i a 26 quilòmetres de la capital de la província, Almeria.

## Demografia
| 1996 | 1998 | 1999 | 2000 | 2001 | 2002 | 2003 | 2004 | 2005 | 2006 |
| ---- | ---- | ---- | ---- | ---- | ---- | ---- | ---- | ---- | ---- |
| 562  | 565  | 575  | 571  | 562  | 566  | 557  | 564  | 534  | 513  |